# Самостоятелна оперативна група „Полесие“
Самостоятелната оперативна група „Полесие“ (на полски: Samodzielna Grupa Operacyjna Polesie или SGO Polesie) е един от полските армейски корпуси, които защитават Полша по време на нашествието от 1939 година. Създаден е на 11 септември 1939 г. и е командван от генерал Франчишек Клеберг. Корпусът „Полесие“ е най-известен с участието си в битката при Коц, последната битка от нашествието на Полша.
Оперативна група „Полесие“ е създадена по заповед на полския главнокомандващ със заповеди от 9 и 11 септември поради пробивите на Германия. Натоварен е със задачата да защитава района на Полесия, между реките Мухавец и Припят, градовете Бжещ и Пинск (където се намира щаба на корпуса). Целта им е да попречат на полските сили в централна Полша да бъдат обградени от изток.